# 二環式化合物

デカリン（ビシクロ[4.4.0]デカン）

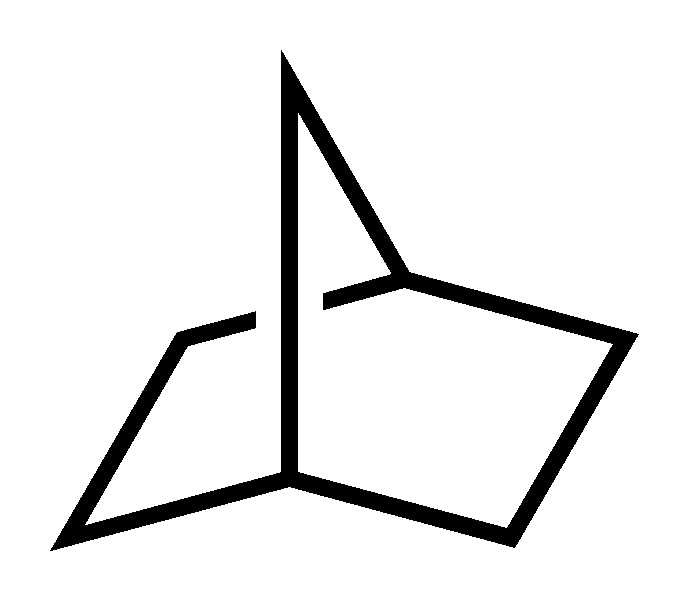
ノルボルナン（ビシクロ[2.2.1]ヘプタン）

スピロ[2.2]ペンタン

二環式化合物 (にかんしきかごうぶつ、英語: Bicyclic molecule) は、2つの環を持つ環式化合物である。有機化合物及び無機化合物に広く表れる。
環同士の結合の仕方には、3通りある。
1. 2原子間の結合 - 例えば、デカリンは、2つのシクロヘキサン環がC-C結合を共有している。
2. 一連の原子 - 例えば、ノルボルナンは、2つのシクロペンタン環が5つの炭素原子のうちの3つを共有していると見ることができる。
3. 1つの原子 - スピロ化合物を形成する。

## 架橋
架橋は、多環式化合物における2つの橋頭をつなぐ無分岐の原子鎖または単原子や共有結合である。

## 命名
二環式化合物には、IUPACの厳密な命名規則がある。語幹は環を構成する炭素原子の数によって決定される。縮合または架橋化合物に対してはビシクロ、スピロ化合物にはスピロという接頭辞が付加される。接頭辞と語幹の間には、角括弧の中に、ピリオドで区切って、橋頭間の炭素の数が記載される。数字は縮合または架橋化合物なら降順、スピロ化合物なら昇順に並べる。例えば、ノルボルナン骨格は7個の炭素原子を含むため、語幹はヘプタンである。この分子は、橋頭間に2個の炭素からなる橋が2つ、1個の炭素からなる橋が1つ架かっているため、[2.2.1]とし、ビシクロの接頭辞をつけて、ビシクロ[2.2.1]ヘプタンとなる。